# Hans-Joachim Paproth
Hans-Joachim Rüdiger Paproth (* 4. März 1942 in Königsberg/Ostpr.; † 24. Januar 2007 in Wangen im Allgäu) war ein deutscher Ethnologe.

## Leben
Hans-Joachim Paproth stammte aus Königsberg in Ostpreußen. Nach der Vertreibung infolge des Zweiten Weltkrieges ließ sich seine Familie in Niedersachsen nieder. Dort besuchte er die Volksschule in Markendorf, anschließend die Realschule in Oer-Erkenschwick. Von 1958 bis 1961 absolvierte er eine Ausbildung zum Verlagskaufmann in Recklinghausen und arbeitete in diesem Beruf bis 1968.
Er knüpfte bereits als Realschüler Kontakte zu in- und ausländischen Völkerkundlern. Schon seit 1961 war er Gasthörer der Universität Uppsala in Schweden. In Uppsala legte er 1967 das Abitur ab. Ein Stipendium ermöglichte ihm ein Studium in Schweden, das er 1976 mit einer Dissertation über das Bärenzeremoniell abschloss. Bis 1977 arbeitete er als Dozent an der Universität Uppsala. 1977 wechselte er an die Rheinische Friedrich-Wilhelms-Universität Bonn, wo er 1980 zum außerplanmäßigen Professor, 1982 zum Professor auf Lebenszeit ernannt wurde. 1984 wurde er an das Institut für Völkerkunde und Afrikanistik der Ludwig-Maximilians-Universität München berufen. Seine Forschungsschwerpunkte waren Schamanismus, Ethnographie zirkumpolarer und nordamerikanischer Völker, Religionsgeschichte, die Geschichte der Ethnologie und die Felsbildkunst prähistorischer und zeitgenössischer Kulturen. Er starb nach kurzer schwerer Krankheit kurz vor seinem 65. Geburtstag im Krankenhaus in Wangen.
Die Werke seiner Schüler und Freunde erschienen in der von ihm herausgegebenen Reihe „Völkerkundliche Arbeiten“ des Holos-Verlages Bonn.

## Veröffentlichungen (Auswahl)
- En gammal jägarrit (=Skrifter utg. Av Religionshistoriska Institutionen i Uppsala, Hum Fak, Nr. 2). Uppsala 1964.
- Ca. 30 Artikel zur Völkerkunde Nord- und Zentralasiens in der Brockhaus-Enzyklopädie, Wiesbaden 1966 ff.
- mit Taryô Ôbayashi: Das Bärenfest der Oroken auf Sachalin. In: Zeitschrift für Ethnologie. Band 91, Heft 2, Braunschweig 1967, S. 211–236.
- Das Bärenfest der Ainu auf Sachalin. In: Rundschau für Menschen- und Menschheitskunde. Heft 1. Oosterhout 1967, S. 34–43.
- Über einige Bärenkultobjekte des Museums für Völkerkunde zu Leipzig (=Jahrbuch des Museums für Völkerkunde zu Leipzig, Band 27.). Berlin 1970, S. 320–351.
- Studien über das Bärenzeremoniell. Band I: Bärenjagdriten und Bärenfeste bei den tungusischen Völkern. Uppsala 1976.
- mit Bertram Turner: Hundert Jahre Völkerkunde im deutschsprachigen Raum. In: Thomas Theye (Hrsg.): Der geraubte Schatten. München 1989,  S. 120–141.
- Eine lappische Schamanentrommel. In: Münchner Beiträge zur Völkerkunde. Festschrift László Vajda. München 1988, S. 269–318.
- mit Hitoshi Yamada: Ainu-Ornamentik. In: Die Ainu. Porträt einer Kultur im Norden Japans. München 2002, S. 58–75.
- Jörg Helbig: Hans-Joachim Paproth. 4. März 1942–24. Januar 2007. In: Münchner Beiträge zur Völkerkunde 11, 2007, S. 345–347.

| Personendaten    | Personendaten                                      |
| ---------------- | -------------------------------------------------- |
| NAME             | Paproth, Hans-Joachim                              |
| ALTERNATIVNAMEN  | Paproth, Hans-Joachim Rüdiger (vollständiger Name) |
| KURZBESCHREIBUNG | deutscher Ethnologe                                |
| GEBURTSDATUM     | 4. März 1942                                       |
| GEBURTSORT       | Königsberg (Preußen)                               |
| STERBEDATUM      | 24. Januar 2007                                    |
| STERBEORT        | Wangen im Allgäu                                   |